# Chiffons
Pour les articles homonymes, voir Chiffon.
Pour plus de détails, voir Fiche technique et Distribution.
Chiffons (titre original en anglais : American Beauty) est un film américain réalisé par Richard Wallace et sorti en 1927.

## Synopsis
Millicent Howard est courtisée par un millionnaire, Claverhouse, qui souhaite l'épouser mais elle est amoureuse de Jerry Booth.

## Fiche technique
- Titre original : American Beauty
- Réalisation : Richard Wallace
- Scénario : Carey Wilson, Michael Arlen, Ben Hecht d'après une histoire de Wallace Irwin
- Producteurs : Carey Wilson, Richard A. Rowland
- Production : First National Pictures
- Photographie : George J. Folsey
- Durée : 7 bobines[1]
- Date de sortie : 9 octobre 1927

## Distribution
- Billie Dove : Millicent Howard
- Lloyd Hughes : Jerry Booth
- Walter McGrail : Claverhouse
- Margaret Livingston : Mrs. Gillespie
- Lucien Prival : Gillespie
- Al St. John : Serveur
- Edythe Chapman : Madame O'Riley
- Alice White : Claire O'Riley
- Yola d'Avril : l'opératrice du téléphone